# Pachydactylus acuminatus
Pachydactylus acuminatus este o specie de șopârle din genul Pachydactylus, familia Gekkonidae, descrisă de Fitzsimons 1941. Conform Catalogue of Life specia Pachydactylus acuminatus nu are subspecii cunoscute.